# Frank Ferera

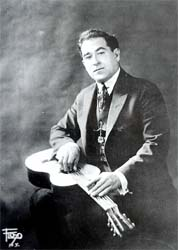
Frank Ferera

Frank Ferera (* 12. Juni 1885 in Honolulu, Königreich Hawaiʻi; † 26. Juni 1951; eigentlich Frank Ferreira II.) war der erste hawaiische Musiker, der außerhalb Hawaiis mit seinen Platten Erfolg hatte. Er gilt als einer der einflussreichsten Musiker der Hawaiimusik.

## Leben

### Kindheit und Jugend
Frank Ferera wurde in Honolulu als Kind von Frank und Maria Ferreira geboren. Seine Eltern waren portugiesischer Herkunft, die im 19. Jahrhundert wie viele andere nach Hawaii ausgewandert waren. Er galt schon als Kind als talentierter Musiker und lernte schon früh Steel Guitar und Ukulele spielen. Er wurde von frühen Aufnahmen hawaiischer Musiker aus den 1890er Jahren beeinflusst.

### Anfänge
Um 1905 entschied er sich für eine Karriere als Musiker und wagte erste Schritte im Musikgeschäft auf Hawaii. Währenddessen war es dem Erfinder der Steel Guitar Joseph Kekuku bereits gelungen, durch eine Tournee in den USA die Steel Guitar sehr beliebt zu machen, und in New York wurde in diesem Jahr ebenfalls die erste Platte mit Hawaiian-Musik eingespielt. 1914 zog Ferera auf das nordamerikanische Festland und trat dort 1915 auf der Panama-Pacific International Exposition in San Francisco auf. 1916 heiratete er Eva Perkins, kurze Zeit später ließen sich die beiden wieder scheiden. Wenig später heiratete er Helen Greenus (* 1887 in Seattle). Zusammen mit seiner Frau trat Ferera in Vaudevilles als Helen Louise and Frank Ferera auf.
Nachdem schon 1912 Richard Walton Tullys Oper My Bird Of Paradise mit Lauretta Taylor in der Hauptrolle ein Erfolg wurde, begannen RCA Records erste Platten mit Hawaiian-Musik (unter anderem vom Hawaiian Quintett) zu veröffentlichen; Ende 1915 vermarktete RCA diese Platten mit romantisch verklärten Titelcovern, auf denen häufig eine Insel mit einer jungen Frau zu sehen war. Das Zeichnen der Cover wurde zu einer unabhängigen Kunst namens Sheet Music entwickelt; es gab Künstler wie die Starmer Brothers, die sich auf das Zeichnen solcher Cover spezialisierten.

### Karriere
Durch die anhaltende Popularität des Genres bekamen Ferera und seine Frau Helen einen Plattenvertrag bei Columbia Records. In einer Session im Juli 1915, die in New York stattfand, wurden die Titel My Old Kentucky Home, Medley Of Hawaiian Waltzes, Honolulu Rag und Kaiwa Waltz eingespielt, wobei nur die ersten beiden Titel veröffentlicht wurden. Ferera nahm dann 1915 unter dem Namen Palakiko Ferreira bei Edison Records seine erste Platte als Solist auf, manchmal leitete er auch Palakiko’s Hawaiian Orchestra. Ua Like No Alike und Medley Of Hawaiian Hulas erschienen Ende September 1915 auf dem Edison Phonograph Monthy Label.

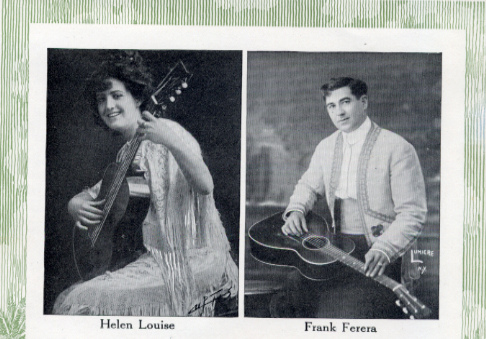
Frank Ferera und Helen Louis

Alle Platten verkauften sich gut, so dass Ferera weitere Platten aufnehmen durfte. In den letzten Monaten des Jahres 1915 veröffentlichte Edison keine Platten mehr von Ferera, stattdessen wurden Titel der Gitarristen William Smith und Walter K. Kolomoku herausgebracht. Zwischen 1916 und 1919 nahm Ferera unzählige Platten auf, darunter Verkaufserfolge wie My Bird Of Paradise, Along The Way To Waikiki, In The Heart Of Hawaii oder Aloha Land, die er entweder mit seiner Frau Helen oder seiner Band The Hawaiian Trio einspielte.
In den Jahren 1918 und 1919 besuchte Ferera mehrmals seine Heimat Hawaii, wo er für Columbia und Gennett Records auch Platten aufnahm. 1918 tourte er mit seiner Frau Helen durch die USA, daher hatte er weniger Zeit, um Titel einzuspielen, zudem sank die Nachfrage nach Hawaiian-Musik leicht, da im Ersten Weltkrieg eher patriotische Soldatenlieder erwünscht waren, was sich nach Ende des Krieges jedoch schnell regulierte.
1919 ereilte Ferera ein schwerer Schicksalsschlag: Auf einer Schiffsreise von Los Angeles nach San Francisco verschwand seine Frau Helen spurlos, bis heute ist nichts über ihr Verschwinden bekannt. Laut der Seattle Daily Times vom 19. Dezember 1919 verließ Helen Louise Ferera um vier Uhr morgens ihre Kabine, um auf Deck spazieren zu gehen, als sie nicht wiederkehrte, wurde eine Suchaktion gestartet. Es wird angenommen, dass sie wegen des äußerst starken Seeganges und des Windes von Bord gespült wurde. Sie wurde nur 32 Jahre alt.
Trotz des Verlustes nahm Ferera weiterhin Platten auf und verfolgte zielstrebig seine Karriere. Sein neuer musikalischer Partner war Anthony Franchini, als Ersatz für Helen. Er nahm für viele verschiedene Plattenfirmen auf, unter anderem für Columbia Records und RCA Victor. 1924 arbeitete er erfolgreich des Öfteren mit Vernon Dalhart zusammen, so bei Dalharts Hit The Wreck Of The Old ’97. Außerdem spielte er zusammen mit dem ersten großen Star der Country-Musik, Jimmie Rodgers und später auch mit dem Singing Cowboy Gene Autry.
Zudem nahm er zusammen mit dem Gitarristen Al Bernard Wendell Halls It Ain’t Gonna Rain No Mo’ für Paramount und für Cameo Records auf. Ferera wurde zu einem gefragten Duett-Partner, so unter anderem auch mit Jack Miller und Annette Hanshaw. Da Franchini Mitte der 1920er Jahre begonnen hatte, verstärkt mit einem Gitarristen zu arbeiten, begleitete Ferera jetzt der Gitarrist John K. Paaluhi.
Ende des Jahrzehnts wurde Ferera langsam von jüngeren Musikern wie Sol Hoopii, King Bennie Nawahi, Roy Smeck oder Sam Ku West verdrängt, die durch Radio und Kino eine größere Publikumsbreite erreichten. Seine letzte RCA Victor-Session hielt er 1926 ab. Trotzdem spielte Ferera bis 1933 erfolgreich Platten ein, unter anderem bei unabhängigen, kleineren Labels wie Montgomery Ward, Olympic Records oder Velvet Tone Records. Einer seiner letzten Titel war Dreamin’. Mit seiner dritten Ehefrau Ruth, die ihn bis zu seinem Lebensende begleiten sollte, hatte er zwei Kinder, Mary und Frank III.
Frank Ferera starb am 26. Juni 1951 im Alter von 66 Jahren. Wegen seiner Verdienste um die Hawaiian-Musik wurde er in die Royal Steel Guitar Hall of Fame aufgenommen.

## Werk
Fereras Gitarrenspiel war eines der virtuosesten der damaligen Zeit und er war lange der einflussreichste Musiker der Hawaiian-Musik. Robert Armstrong, ein weiterer Virtuose auf der Steel Guitar, sagte einmal über Ferera und Helen Louise: „Ihre Intonation ist klar und genau, was sehr wichtig ist im Steel-Guitar-Spiel, da der Musiker sich auf seinen guten Sinn für das Anstimmen mit dem Metallstab auf den Saiten verlassen muss.“ („Their intonation is clean and accurate, which is important in steel guitar playing since the performer has to rely on a good sense of pitch when sliding the bar or steel along the strings.“). Auch das Bottleneck-Spiel wird ihm zugeschrieben, andere führen diesen im Blues etablierten Stil auf Charley Patton zurück.
Oft wurde Ferera nur von der Ukulele oder der Gitarre begleitet, selten kamen andere Instrumente wie Mandoline, Flöte oder Cello hinzu. Seine eher zurückhaltende Bühnenpräsenz (Ferera saß häufig nur auf einem Stuhl und trug seine Stücke vor) war für die vom Vaudeville geprägte Generation unüblich; normalerweise wurden auf der Bühne Kunststücke wie eine Rolle oder ein Radschlag vorgeführt. Trotzdem war seine Einwirkung auf die Stile späterer Musiker groß. Viele nachfolgende Hawaiian-Musiker wie King Bennie Nawahi sowie der Country-Musiker Cliff Carlisle sagten später, von Fereras Gitarrenspiel beeinflusst worden zu sein.

## Musikbeispiele
Der Southern Blues ist ungekürzt im Ogg-Vorbis-Format zu hören. Das Stück wurde ca. 1924 (oder auch 1925?) von Ferera aufgenommen, es wird auch allgemein als Guitar Duet bezeichnet, da es ein reines Instrumentalstück ist und Ferera es zusammen mit John K. Paaluhi aufnahm. Komponiert wurde der Titel von Ferera zusammen mit Paalihu, und er wurde 1925 von Diamond Records auf der B-Seite des St. Louis Blues (Katalognummer 51616) veröffentlicht.

## Veröffentlichungen
| Titel A-Seite/B-Seite                                   | Plattenfirma        | Veröffentlichung | Anmerkungen                                             |
| ------------------------------------------------------- | ------------------- | ---------------- | ------------------------------------------------------- |
| My Old Kentuck Home / Medley Of Hawaiian Waltzes        | Columbia Records    | Juli 1915        |                                                         |
| Ua Like No Alike / Medley Of Hawaiian Hulas             | Edison Recordings   | 1915             | Pseudonym als Palakiko Fereirra                         |
| On The Beach At Waikiki / Moe Uhane Waltz               | RCA Victor          | 1915             |                                                         |
| A Maia O Ka Maoli / Kawaihau                            | Par-O-Ket Records   | ?                |                                                         |
| Waia Luliluli / Moana Lua                               | Par-O-Ket Records   | ?                |                                                         |
| My Bird Of Paradise / Kaiwaihau Waltz                   | RCA Victor          | 1916             |                                                         |
| Maui Aloha / Pua Carnation                              | RCA Victor          | 1916             |                                                         |
| Ukulele Blues                                           | Par-O-Ket Records   | 1916             | B-Seite von dem Par-O-Ket Dance Orchestra               |
| My Own Iona / My Lonely Lola Lo                         | RCA Victor          | 1916             | zusammen mit dem Sterling Trio                          |
| Yaddie Kaddie Kiddie Kaddie Koo / Everybody Hula        | RCA Victor          | 1917             |                                                         |
| Palakiko Blues                                          | Columbia Records    | 1917             | B-Seite nicht von Frank Ferera                          |
| Kilima Waltz / Ukulele Waltz                            | Par-O-Ket Records   | 1917             |                                                         |
| Along The Way To Waikiki                                | Columbia Records    | 1917             | B-Seite nicht von Frank Ferera                          |
| Sweet Lei Lehua                                         | Imperial Records    | 1917             | B-Seite nicht von Frank Ferera                          |
| O Sole Mio                                              | Columbia Records    | 1917             | B-Seite nicht von Frank Ferera, Duett mit Irene Greenus |
| Maui Waltz / One, Two, Three, Four                      | Imperial Records    | 1917             |                                                         |
| Aloha Land / Hawaii, I’m Lonesome For You               | RCA Victor          | 1917             |                                                         |
| Hawaiian Breezes Waltz                                  | Edison Recordings   | 1918             | B-Seite nicht von Frank Ferera                          |
| Hilo March / Kilima Waltz                               | Gennett Records     | 1919             |                                                         |
| Varge Bleue / Ciribiribin                               | Empire Records      | 1919             |                                                         |
| Christmas Waltz / La Paloma                             | Empire Records      | 1919             |                                                         |
| One, Two Three, Four Medley / Kamekameha Waltz          | Gennet Records      | 1920             | A-Seite vom Honolulu Trio                               |
| Wild Flower / Alabama Moon                              | RCA Victor          | 1920             |                                                         |
| Wailana Waltz / Beautiful Hawaii                        | Okeh Records        | 1920             |                                                         |
| Hawaiian Twilight / Drifting                            | Pathe Recordings    | 1920             |                                                         |
| Honolulu Rag / One, Two, Three, Four                    | Banner Records      | 1921             |                                                         |
| Dreamy Hawaii / Hawaiian Twilight                       | Banner Records      | ? (um 1921)      |                                                         |
| Dreamy Hawaii / Drowsy Waters                           | Gennet Records      | 1921             | A-Seite vom Honolulu Trio                               |
| My Hawaiian Melody / Susquehanna Shore                  | Gennet Records      | 1922             | als Ferera Hawaiian Trio                                |
| Hawaiian Medley / Maui Waltz                            | Pathe Recordings    | 1922             |                                                         |
| Kawaha Waltz / Hilo March                               | Banner Records      | 1921/1922 (?)    |                                                         |
| O Sole Mio / Rio Nights                                 | Banner Records      | 1922             |                                                         |
| O Sole Mio / Palakiko Blues                             | Gennet Records      | 1922             |                                                         |
| Maui Waltz / Hawaiian Hulas                             | Gennet Records      | 1922             | als Frank Ferrera (!)                                   |
| Sweet Hawaiian Girl Of Mine / My Old Kentucky Home      | Banner Records      | 1922             |                                                         |
| Pua Mohala / Three O'Clock In The Morning               | Banner Records      | 1922             |                                                         |
| Sweet Hawaiian Girl Of Mine / Monalua Hula              | Banner Records      | 1922             |                                                         |
| My Sweet Sweeting / My Hawaiian Melody                  | Columbia Records    | 1923             |                                                         |
| One Little Smile / Maria Mari                           | Banner Records      | 1923             |                                                         |
| Chiri Chiri Bin / La Paloma                             | Banner Records      | 1923             |                                                         |
| Annie Laurie / Old Joe Clark                            | Banner Records      | 1923             | B-Seite von Vernon Dalhart                              |
| Wearing Of The Green / Come Back To Erin                | Banner Records      | 1923             |                                                         |
| Silver Threads Among The Gold / Ben Bolt                | Banner Records      | 1923             | als Ferera, Franchini and the Hawaiians                 |
| Twenty Five Years From Now / De Ducks Done Got Me       | Aeolian Records     | 1924             |                                                         |
| Song Of The Volga Boatman / Senora                      | Banner Records      | 1924             | B-Seite als Frank Ferera's Hawaiian Serenaders          |
| Marcheta / Forget Me Not                                | Banner Records      | 1924             | B-Seite als Frank Ferera's Hawaiian Serenaders          |
| St. Louis Blues / In The Heart Of Hawaii                | Columbia Records    | 1925             | mit Art Gillham                                         |
| Dreamy Hawaii / Dark Hawaiian Eyes                      | Harmony Records     | 1925             |                                                         |
| St. Louis Blues / Southern Blues                        | Diamond Records     | 1925             |                                                         |
| La Golondriona / Drowsy Waters                          | Banner Records      | 1925             |                                                         |
| Cielito lindo / Ihu Okamoku                             | Banner Records      | 1925             |                                                         |
| Pulu Manu / Sweet Hawaiian Shore                        | Harmony Records     | 1926             |                                                         |
| Golden Showers / Laughing Eyes                          | Harmony Records     | 1926             |                                                         |
| In A Garden In Hawaii / Kona Waltz                      | Harmony Records     | 1926             |                                                         |
| Lady Of Waikiki / Always                                | Banner Records      | 1926             |                                                         |
| Kilima Waltz                                            | RCA Victor          | 1926             | B-Seite nicht von Frank Ferera                          |
| Drowsy Moon / My Hawaiian Evenin’ Star                  | Columbia Records    | 1926             |                                                         |
| Hawaiian Rose / My Hawaiian Star                        | Banner Records      | 1927             |                                                         |
| Honolulu Sweetheart / My Own Iona                       | Banner Records      | 1927             | als Frank Ferera's Hawaiians                            |
| Winona / Charmaine!                                     | Banner Records      | 1927             | als Frank Ferera's Hawaiians                            |
| By The Calm Hawaiian Seas / My Blue Heaven              | Banner Records      | 1927             | B-Seite als Frank Ferera's Hawaiians                    |
| Hawaiian Eyes / Weeping Willow Lane                     | Banner Records      | 1927             | als Frank Ferera's Hawaiians                            |
| Maui Chime                                              | Cameo Records       | 1929             | B-Seite nicht von Frank Ferera                          |
| When The Moon Comes Over The Mountains / Beautiful Love | Velvet Tone Records | 1931             |                                                         |
| Dreamin’ / unbekannt                                    | Montgomery Ward     | 1933             |                                                         |

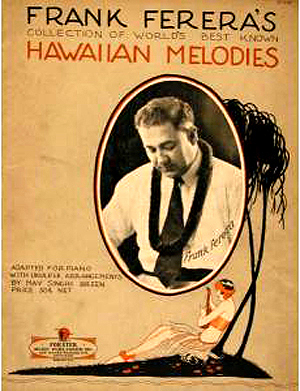

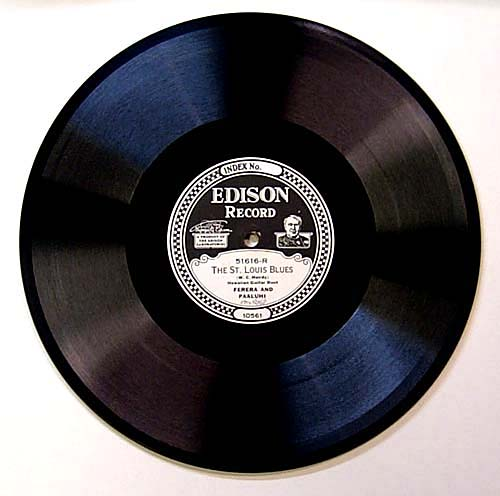
St. Louis Blues, 1925

Zu den oben angeführten Titeln spielte Frank Ferera noch weitere Titel mit seiner Frau Helen ein, zudem wurden oft alte Aufnahmen wiederveröffentlicht. Auf den B-Seiten wurden auch Werbung für die Plattenfirmen gepresst oder es wurden Titel anderer Musiker dort veröffentlicht, daher haben einige der hier aufgeführten Platten keine B-Seite. Ferera arbeitete ebenfalls häufig als Hintergrundmusiker für andere Sänger wie zum Beispiel Virginia Burt oder Paul Whiteman, daher ist es schwierig, eine komplette Diskographie zu erstellen.